# Mads Stürup
Mads Bonde Stürup (Gladsaxe, 24 maggio 1997) è un cestista danese.